# ليز مكلارنن
اليزابيث مارغريت «ليز» مكلارنن (بالإنجليزية: Liz McClarnon) هي مغنية بوب إنجليزية وراقصة ومقدمة برامج تلفزيونية، من مواليد 10 نيسان/أبريل 1981 في مدينة ليفربول. كانت عضوة في فرقة أتوميك كيتن، وأخذت دور «بوليت» في برنامج "Legally Blonde the musical" في جولة المملكة المتحدة الأولى.

## وصلات خارجية
- الموقع الرسمي
- ليز مكلارنن على موقع ماي سبيس
- ليز مكلارنن على موقع IMDb (الإنجليزية)
- ليز مكلارنن على موقع ميوزك برينز (الإنجليزية)
- ليز مكلارنن على موقع أول ميوزيك (الإنجليزية)
- ليز مكلارنن على موقع ديسكوغز (الإنجليزية)
- ليز مكلارنن على موقع قاعدة بيانات الفيلم (الإنجليزية)
- ليز مكلارنن على موقع كينوبويسك (الروسية)